# Correzione delle acque del Ticino
Il progetto di correzione delle acque del Ticino, con inclusa la bonifica dei terreni, fu approvato dal Gran Consiglio e dall'Assemblea Federale nel 1885. Questa decisione aveva l'intenzione di promuovere un moderno sfruttamento agricolo del territorio ed eliminare le condizioni ambientali che causavano la diffusione della malaria. Quest'opera civile contribuì a trasformare lentamente una ragione povera ed emarginata verso l'era industriale.
I territori del Piano, prima della modifica, erano paludosi e pieni di zanzare che trasmettevano la malaria; da essa era difficile difendersi, anche perché la mentalità collettiva riteneva che la causa primaria del morbo fosse l'aria umida e calda; per questa ragione buona parte degli abitanti trascorreva l'estate in montagna. I lavori di bonifica durarono circa novant'anni, senza contare il periodo progettuale fra gli anni 1850-'80.
Nel corso degli anni, con molta irregolarità, si perfezionò l'incanalamento del fiume Ticino e si resero più sicuri gli argini laterali, fra i quali anche quelli della Sementina.